# Cerceris flavicornis
Cerceris flavicornis é uma espécie de insetos himenópteros, mais especificamente de vespas pertencente à família Crabronidae.
A autoridade científica da espécie é Brullé, tendo sido descrita no ano de 1833.
Trata-se de uma espécie presente no território português.